# Salinenstraße 16 (Bad Kissingen)

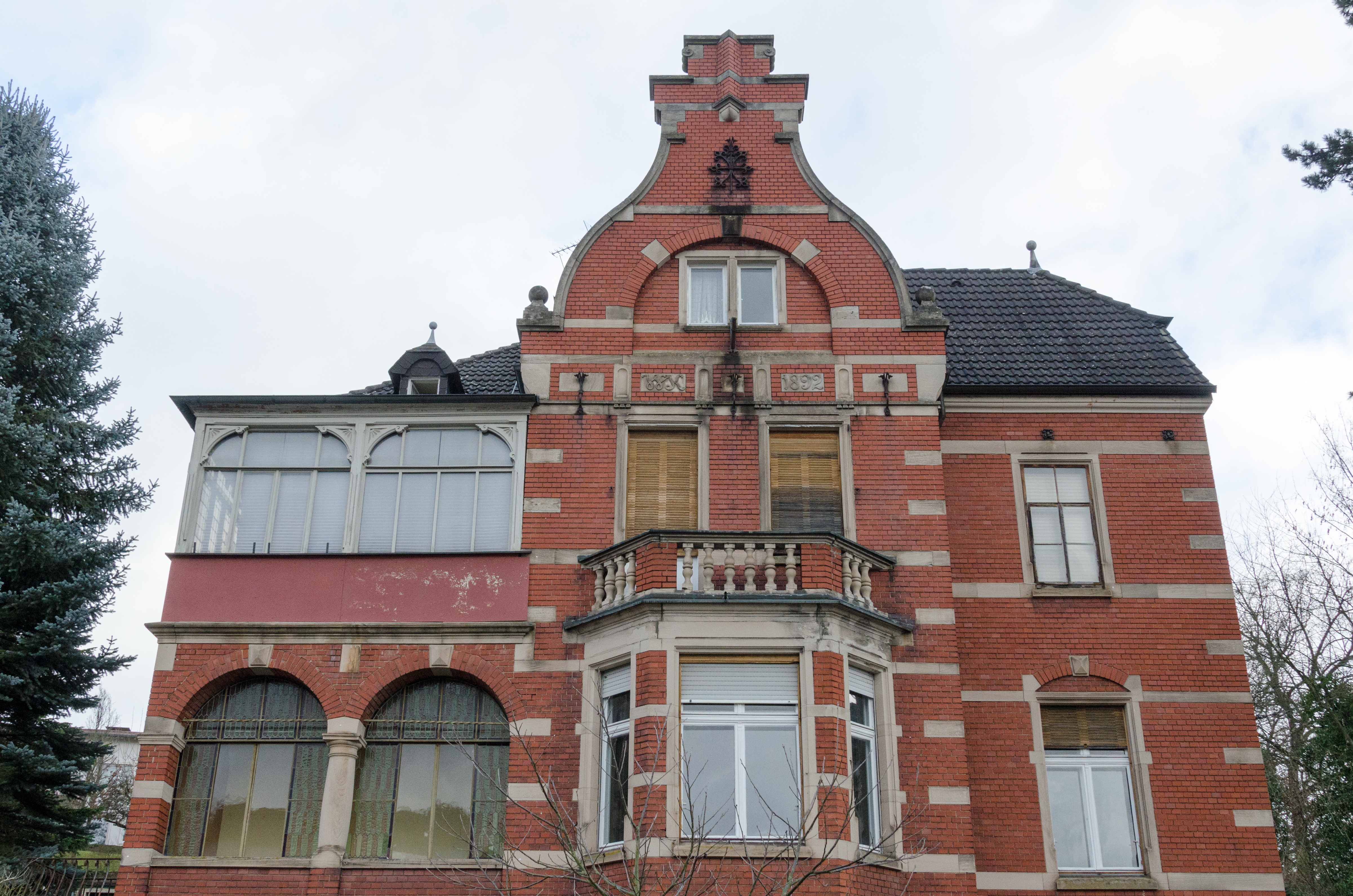
Salinenstraße 16 in Bad Kissingen

Die Villa Salinenstraße 16 in der Salinenstraße in Bad Kissingen, der Großen Kreisstadt des unterfränkischen Landkreises Bad Kissingen, gehört zu den Bad Kissinger Baudenkmälern und ist unter der Nummer D-6-72-114-337 in der Bayerischen Denkmalliste registriert.

## Geschichte
Das Anwesen wurde laut Bezeichnung im Jahr 1892 vom Bad Kissinger Architekten Carl Krampf im Stil der Neurenaissance errichtet. Bei dem Anwesen handelt sich um einen dreigeschossigen Klinkerbau mit Mansardwalmdach, Sandsteingliederung, Erkern und Ziergiebeln. Die Gründerzeit als Entstehungszeit der Villa kommt in den typischen Elementen wie Risalit, Erker und Loggia zum Ausdruck. Die Klinker-/Haustein-Architektur ist durch die ausgiebige Verwendung von Quader- und Bossenwerk sowie Keilsteinen besonders ausgeprägt.